# رابطة المنهجيين المستقلين
رابطة المنهجيين أو الميثوديين المستقلين (AIM) هي رابطة للتجمعات الميثودية المستقلة التي تتماشى مع حركة القداسة. يقع مقر الرابطة في الولايات المتحدة، وقد تم تأسيسها في عام 1965 من قبل الكنائس التي تركت الكنيسة الميثودية الرئيسية بسبب الخلافات حول حكومة الكنيسة والمسائل العقائدية.  اعتبارًا من عام 2023 ، كان للطائفة 62 كنيسة في 8 ولايات أمريكية (وهندوراس) ، يتركز معظمها في جنوب الولايات المتحدة . 

## المعتقدات
تحتفظ رابطة الميثوديين المستقلين ببيان إيمان مشابه للطوائف الأخرى لتوجه ويزلي - قداسي مع التراث الميثودي.
وفقًا لبيان إيمان AIM: " الكتاب المقدس هو كلمة الله المعصومة من الخطأ، معصومة من الأخطاء في النسخ الأصلية. يوجد إله واحد أبدي موجود في ثلاثة أقانيم - الآب والابن والروح القدس "و" يسوع المسيح وحده هو فادي الإنسان وهو السبيل الوحيد للخلاص والحياة الأبدية ". علاوة على ذلك، تؤمن الجمعية بـ "إله يسوع الكامل، والولادة من عذراء ، وموته الكفاري، وقيامته الجسدية، والصعود السماوي، والعودة الوشيكة".
الخلاص هو "بالنعمة من خلال الإيمان بكفارة المسيح واستحقاقاته ، من خلال التوبة عن الخطايا والثقة الحية به".
هي إنجيلية في العقيدة، تقول الرابطة: "يجب أن تكون هناك قيامة لكل من المخلَّصين والمفقودين ، والمخلصين للحياة الأبدية ، والمفقودين للدينونة الأبدية". ووفقًا لموقف ويسليان ، تلتزم الرابطة بإيمان بالتقديس الكامل : "يمكن تطهير المؤمن من كل خطيئة من خلال قوة تقديس دم المسيح المطبقة على قلب من يؤمن بعمل الروح القدس". ينعكس هذا في موضوع المجموعة الصغيرة من الكنائس: "خلاص مجاني لجميع الناس وخلاص كامل من كل خطيئة".
وفيما يتعلق بمصدر الإنسان، تؤكد الجمعية: "الرسالة المقدسة حول الخلق وجميع الأعمال الخارقة التي قام بها الله المذكورة في الكتاب المقدس هي حقيقية"، وتحتفظ بموقف أرميني بأن "الإنسان خلق ليصبح حريًا في الحياة ويظل كذلك طوال أيام حياته، مع الحرية التي أعطاها الله للاعتناق أو رفض الله طوال حياته رداً على عرض الله في نعمة سابقة".
تحتفل الجمعية بسررين، مشتركين في الهيئات الميثودية الأخرى: العشاء الرباني والمعمودية، عن طريق الاختيار. 

## التنظيم
المنهجيين المستقلين هي جماعة صارمة تنص على "نحن لا نمتلك ممتلكات أي كنيسة محلية، ولا نرغب كذلك." يتم فحص واعتماد الوزراء ولكن لا يتم تعيينهم في التهم أو الرعاة ويخضعون لتصويت التجمعات المحلية. يتم دعم المقرات والمخيمات والبعثات طواعية من قبل الكنائس الأعضاء (أي "المنتسبون") في الرابطة.  لا يوجد أساقفة كرئيس ومجلس منتخب (أي "اللجنة التنفيذية") يشرف على شؤون اتصال الكنائس.

## الانتماءات
لدى الرابطة ارتباطات مع مدرسة ويزلي للكتاب المقدس وكلية جبل كينتاكي للكتاب المقدس وتحافظ على علاقات أخوية مع الكنيسة الميثودية التجميعية ، والرابطة الوطنية لأتباع ويزلي الإنجيليين، والكنيسة البروتستانتية الميثودية، بالإضافة إلى المنظمة التبشيرية إرسالية الإنجيل العالمية وهي عضو في تحالف ويزلي العالمي. 

## روابط خارجية
- موقع الجمعية